# Ceratopyxis verbenacea
Ceratopyxis verbenacea är en måreväxtart som först beskrevs av August Heinrich Rudolf Grisebach, och fick sitt nu gällande namn av Joseph Dalton Hooker. Ceratopyxis verbenacea ingår i släktet Ceratopyxis och familjen måreväxter. Inga underarter finns listade i Catalogue of Life.